# Sizzo
Sizzo (zm. przed grudniem 1005) – hrabia Turyngii.

## Życiorys
Pochodzenie Sizzona nie jest pewne, lecz zdaniem części badaczy mógł być synem Guntera von Hersfelda. Według dawniejszej literatury jego żoną miała być córka władcy Węgier Gejzy. Podstawę tej teorii stanowił pochodzący z końca XI wieku przekaz Vita Guntheri, w którym określono opata Guntera z Dobrowody, domniemanego syna hrabiego, mianem krewnego króla Węgier Stefana I. Obecnie uważa się jednak Guntera z Dobrowody za krewnego żony Stefana, królowej Gizeli Bawarskiej, a co za tym idzie odrzuca się węgierskie pochodzenie żony Sizzona. 
Nie wiadomo, czy Sizzo pozostawił po sobie potomstwo. Opat Gunter był bowiem najprawdopodobniej bratem, a nie synem Sizzona.